# Ордзовани
Ордзовани (словац. Ordzovany) — село в Словаччині, Левоцькому окрузі Пряшівського краю. Розташоване на півночі східної Словаччини в північно-східній частині Горнадської улоговини на межі з Левоцькими горами.
Уперше згадується у 1260 році.
У селі є римо-католицький костел з половини 13 століття, збудований в стилі ранньої готики, перебудований у половині 17 століття та каплиця св. Юліани з 18 століття.

## Населення
| Рік:            | 1994. | 2004.    | 2014.   | 2024.   |
| --------------- | ----- | -------- | ------- | ------- |
| Кількість осіб: | 151   | 170      | 165     | 162     |
| Різниця:        |       | +12,58 % | -2,94 % | -1,81 % |

| Рік:            | 2023. | 2024.   |
| --------------- | ----- | ------- |
| Кількість осіб: | 165   | 162     |
| Різниця:        |       | -1,81 % |

У селі проживає 169 осіб.
Національний склад населення (за даними останнього перепису населення — 2001 року):
- словаки — 94,77 %.

Склад населення за приналежністю до релігії станом на 2001 рік:
- римо-католики — 91,28 %,
- греко-католики — 1,74 %,
- не вважають себе вірянами або не належать до жодної вищезгаданої конфесії — 6,97 %

## Географія
Протікає Славковський потік.